# Kleestadt
Kleestadt (im lokalen Dialekt: Kläscht) ist ein Stadtteil von Groß-Umstadt im südhessischen Landkreis Darmstadt-Dieburg.

## Geographie

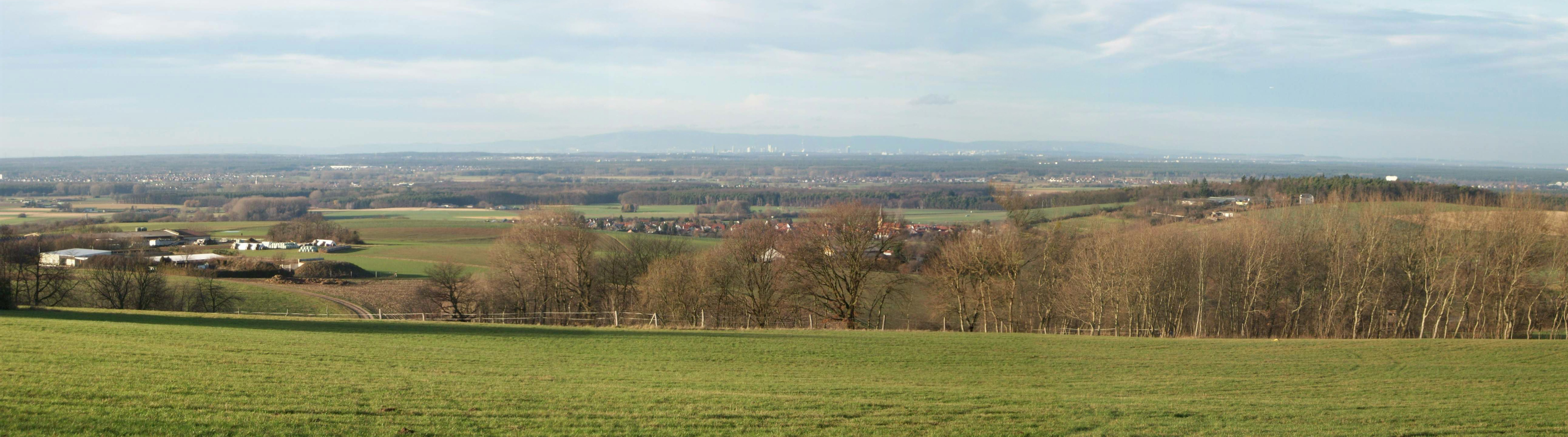
Panorama der Untermainebene von den letzten Odenwald Ausläufern (Binselberg) auf Klein-Umstädter Gemarkung mit zentralen Blick auf Kleestadt und in die östliche Dieburger Bucht (Gersprenzniederung) bis zur Skyline von Frankfurt, begrenzt am Horizont vom Taunus

Kleestadt liegt am nördlichen Rand des Odenwaldes, ca. 7,5 km östlich von Dieburg. Das Haufendorf liegt auf einer Höhe von 175 m ü. NHN etwa 4 km nordöstlich des Stadtkerns von Groß-Umstadt. Der Stadtteil Kleestadt besteht aus der Gemarkung Kleestadt.

## Geschichte

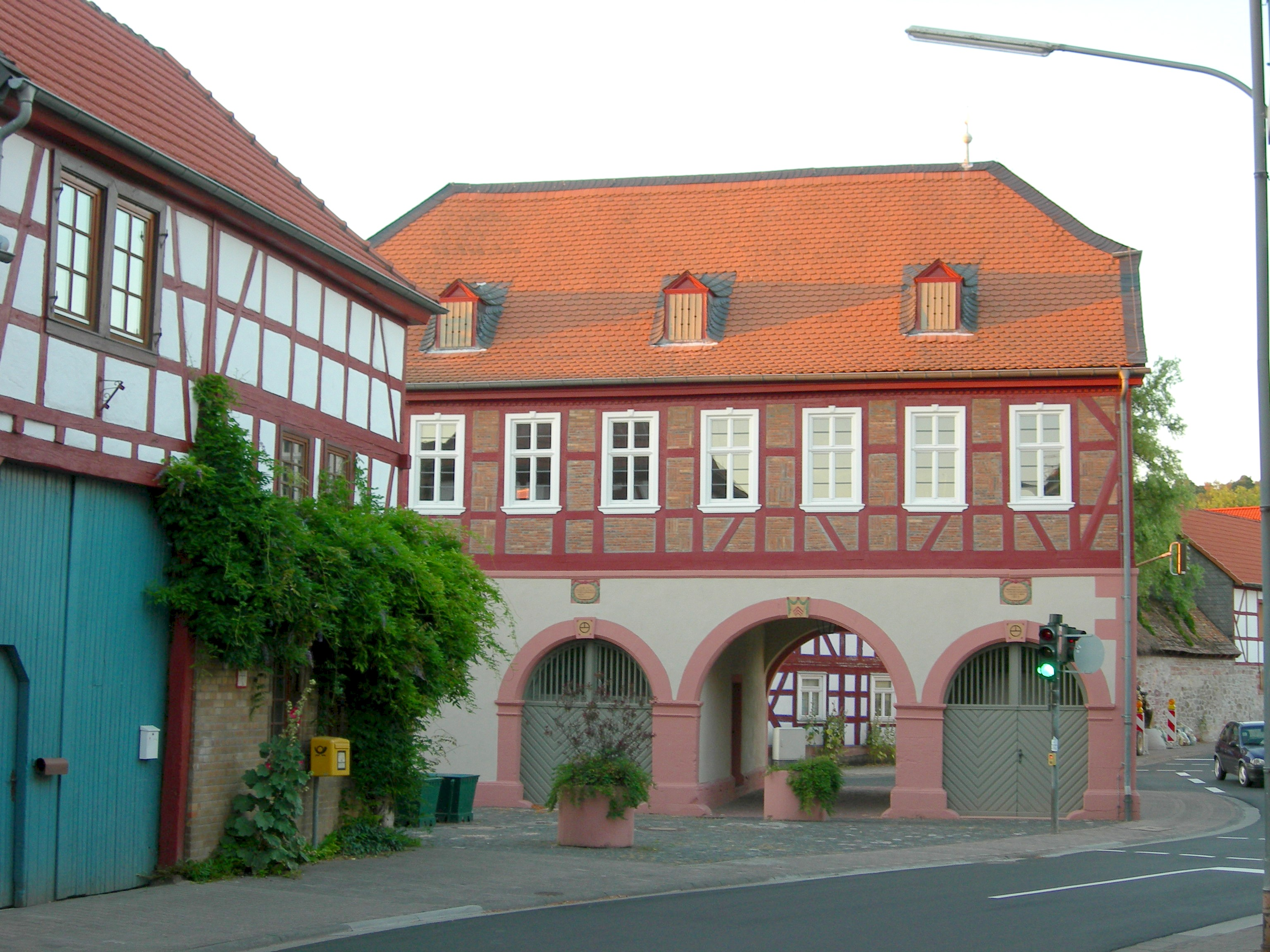
Torhaus (ehem. Rathaus)

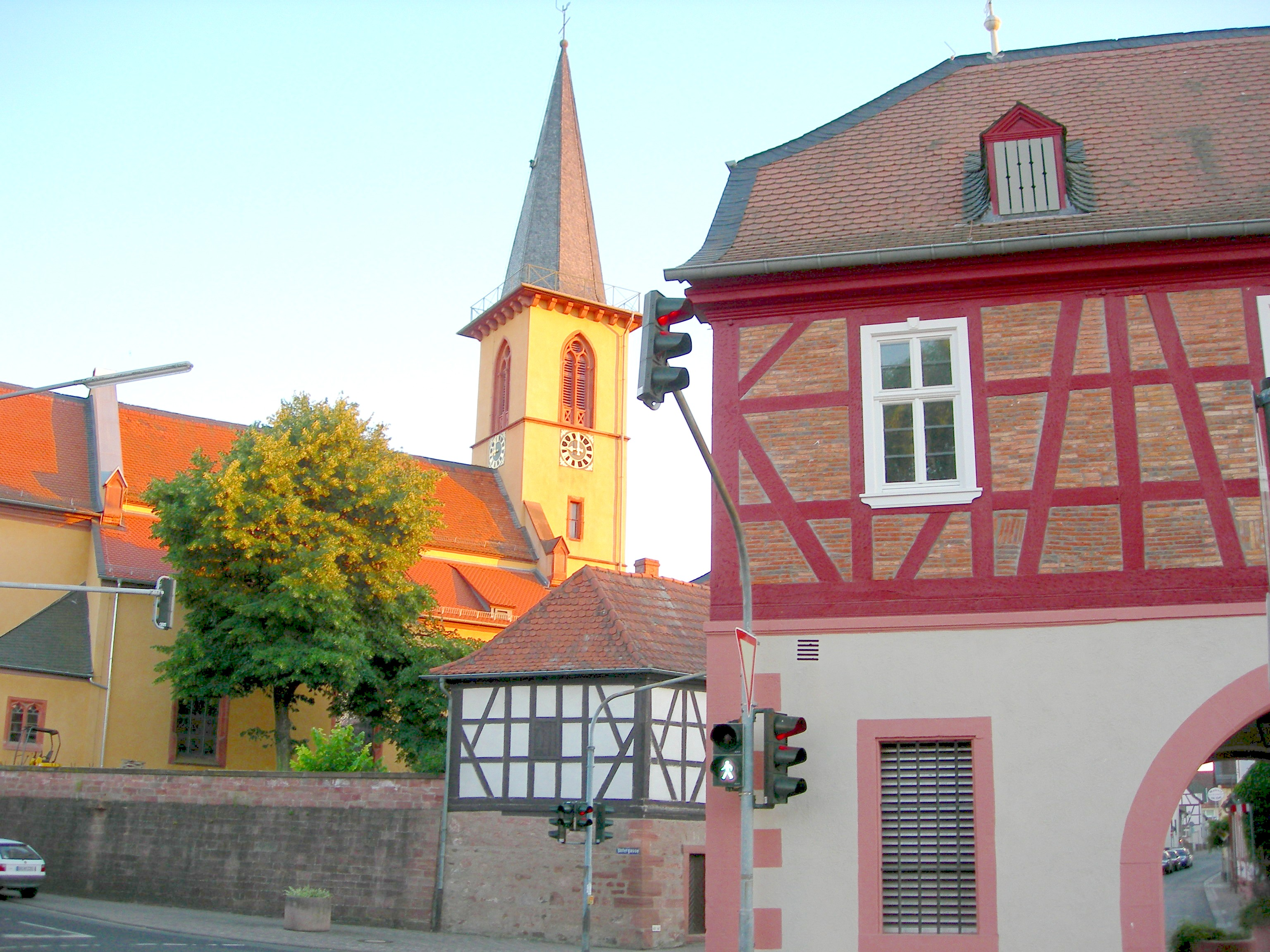
Kirche und Torhaus

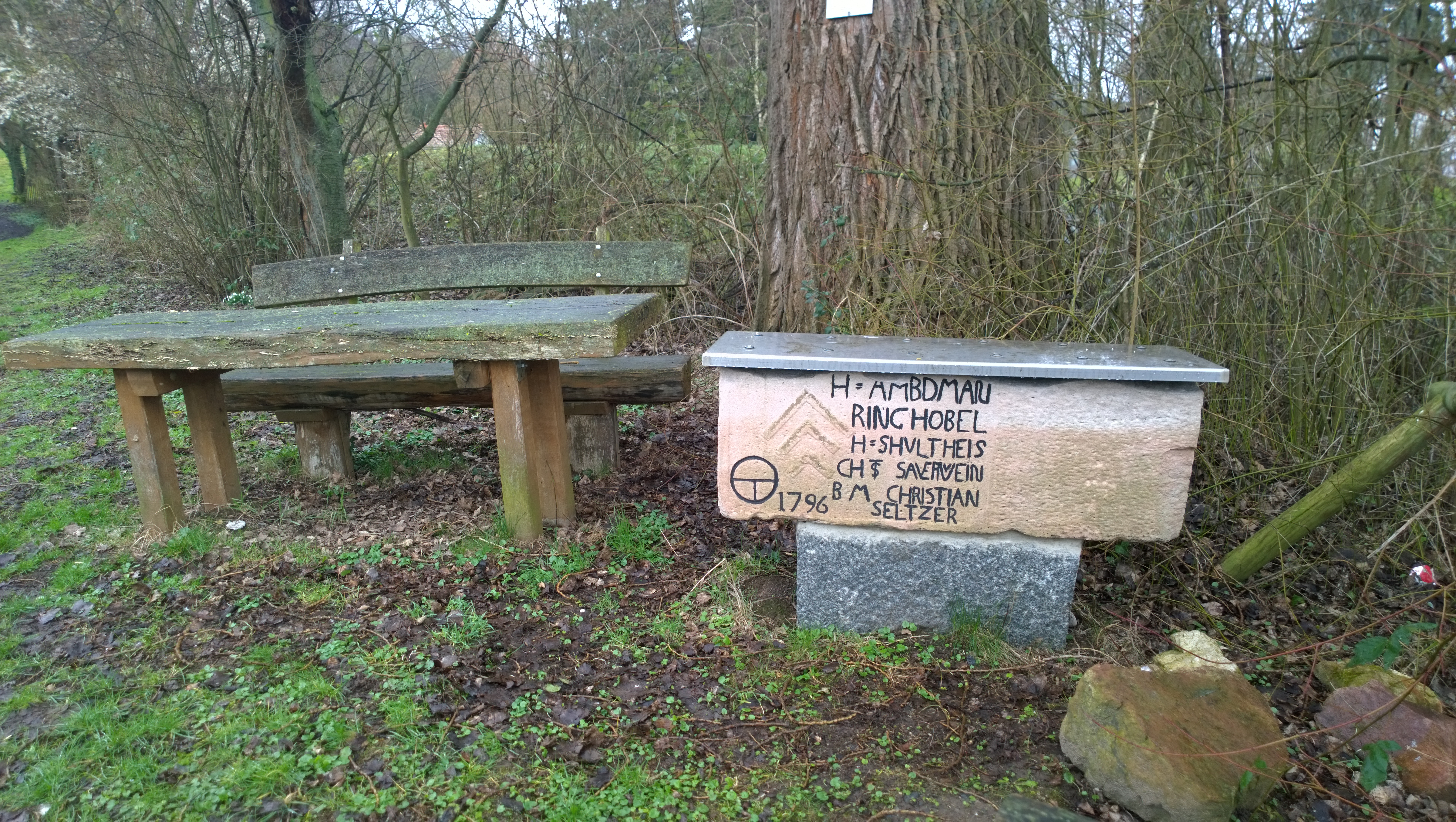
Alter Brückenstein über den Kleestädter Bach oberhalb des Friedhofes

### Ortsgeschichte
Die älteste bekannte Erwähnung von Cletstat datiert um 1222. In historischen Dokumenten späterer Zeit ist der Ort unter folgenden Ortsnamen belegt (in Klammern das Jahr der Erwähnung): Cletestat (um 1250); Clettestat (um 1250); Clestad (1274); Cletstad (um 1290); Clepstat (1319); Clestad (1346); Cletstadt (1432); Cletstat (1482); Kletstat (1495); Cloestadt (1516); Cletstat (1544); Clettstadt (1554); Clesstatt (1616); Kleestadt (17. Jahrhundert).
Der Ort gehörte ursprünglich zur „Zent Umstadt“ und dem Kloster Fulda, wurde zusammen mit anderen Dörfern der Umgebung 1374 an die Herrschaft Hanau verpfändet und gehörte, nachdem die Kurpfalz in dieses Pfandgeschäft mit eingestiegen war, ab 1427 zum Kondominat Umstadt. Bei einem Vergleich zwischen der Landgrafschaft Hessen, der Kurpfalz und der Grafschaft Hanau-Lichtenberg gelangte der Ort schließlich 1521 insgesamt an Hanau und wurde dort dem Amt Babenhausen zugeschlagen. Grundbesitzer im Dorf sind unter anderen die Familien derer von Eppstein und die Propstei Neuenberg des Klosters Fulda.
Mitte des 16. Jahrhunderts führte Graf Philipp IV. von Hanau-Lichtenberg die Reformation ein.
Nach dem Tod des letzten Hanauer Grafen, Johann Reinhard III., 1736, erbte Landgraf Friedrich I. von Hessen-Kassel aufgrund eines Erbvertrages aus dem Jahr 1643 die Grafschaft Hanau-Münzenberg. Aufgrund der Intestaterbfolge fiel die Grafschaft Hanau-Lichtenberg dagegen an den Sohn der einzigen Tochter von Johann Reinhard III., Landgraf Ludwig IX. von Hessen-Darmstadt. Umstritten zwischen den beiden Erben war die Zugehörigkeit des Amtes Babenhausen und seiner Dörfer zu Hanau-Münzenberg oder zu Hanau-Lichtenberg. Es kam fast zu einer kriegerischen Auseinandersetzung, als Hessen-Kassel mit schon sorgsam in Hanau stationiertem Militär den größten Teil des Amtes Babenhausen besetzte, auch Kleestadt. Die Auseinandersetzung konnte erst nach einem langjährigen Rechtsstreit vor den höchsten Reichsgerichten 1771 mit einem Vergleich beendet werden, dem so genannten Partifikationsrezess. Kleestadt wurde darin Hessen-Kassel zugesprochen. Im Jahr 1807 kam das Amt Babenhausen infolge der Napoleonische Kriege unter französische Verwaltung, durch einen Staatsvertrag mit Frankreich 1810 dann aber an das Großherzogtum Hessen-Darmstadt.
Die Statistisch-topographisch-historische Beschreibung des Großherzogthums Hessen berichtet 1829 über Kleestadt:

„Kleestadt (L. Bez. Dieburg) luth. Pfarrdorf; liegt 2 St. von Dieburg und 11⁄4 St. von Umstadt, und hat 98 Häuser und 556 Einw., die außer 15 Kath. und 9 Juden lutherisch sind. Die Kirche ist im 15. Jahrhundert erbaut worden. Hier sind bedeutende Torfgräbereien, in welchen jährlich über 200,000 Stücke Torf gestochen werden. – Dieser Ort, dessen Namen wohl aus Kletto entstanden seyn dürfte, war frühzeitiges Eigenthum der Dynasten von Eppenstein. Im Jahr 1270 wird er von Gottfried von Eppenstein als Witthum, an Elisabethe von Nassau, Gemahlin Gerhard II. von Eppenstein gegeben, und 1403 verkaufte ihn ein Gottfried von Eppenstein an Herrmann von Carben und Conrad Krieg von Altheim wiederkäuflich. Dieser Wiederkauf erfolgte; denn 1425 verkaufte ihn Gottfried von Eppenstein an Reinhard II., Grafen zu Hanau, und 1521 wurde der Ort von Graf Philipp III. von Hanau seiner Herrschaft Babenhausen einverleibt. Nach dem Ausgang der Hanau–Lichtenbergischen Linie, 1736, wurde diese Herrschaft durch die Vergleiche von 1762 und 1771 zwischen den beiden Häusern Hessen getheilt, und Kleestadt fiel an Hessen–Cassel. Im Jahr 1807 wurde der Hessen Casselsche Antheil am Amt Babenhausen von Frankreich in Beschlag genommen, und solcher dem 1810 errichteten Großherzogthum Frankfurt zugetheilt, welches aber dieses Amt noch in demselben Jahre an Hessen-Darmstadt überließ.“

Hessische Gebietsreform (1970–1977)
Im Zuge der Gebietsreform in Hessen wurden zum 1. Januar 1977 die bis dahin selbständigen Gemeinden Groß-Umstadt, Dorndiel, Heubach, Kleestadt, Klein-Umstadt, Richen und Semd durch das Landesgesetz zur Neugliederung der Landkreise Darmstadt und Dieburg und der Stadt Darmstadt zur neuen Stadt Groß-Umstadt zusammengeschlossen. Für Kleestadt sowie für die übrigen eingegliederten Gemeinden wurden Ortsbezirke gebildet.

### Verwaltungsgeschichte im Überblick
Die folgende Liste zeigt die Staaten und Verwaltungseinheiten, denen Kleestadt angehört(e):

- vor 1521: Heiliges Römisches Reich, Kondominat Umstadt
- ab 1521: Heiliges Römisches Reich, Grafschaft Hanau, Amt Babenhausen
- 1736–1773: Strittig zwischen Landgrafschaft Hessen-Darmstadt und Landgrafschaft Hessen-Kassel
- ab 1773: Heiliges Römisches Reich, Landgrafschaft Hessen-Kassel, Amt Babenhausen
- ab 1803: Heiliges Römisches Reich, Landgrafschaft Hessen-Kassel, Fürstentum Hanau, Amt Babenhausen[Anm. 2]
- ab 1806: Kaiserreich Frankreich,[Anm. 3] Fürstentum Hanau, Amt Babenhausen (Militärverwaltung)
- ab 1810: Heiliges Römisches Reich, Großherzogtum Hessen[Anm. 4], Fürstentum Starkenburg, Amt Babenhausen
- ab 1815: Großherzogtum Hessen[Anm. 5], Provinz Starkenburg, Amt Babenhausen
- ab 1821: Großherzogtum Hessen, Provinz Starkenburg, Landratsbezirk Dieburg[Anm. 6]
- ab 1832: Großherzogtum Hessen, Provinz Starkenburg, Kreis Dieburg
- ab 1848: Großherzogtum Hessen, Regierungsbezirk Dieburg
- ab 1852: Großherzogtum Hessen, Provinz Starkenburg, Kreis Dieburg
- ab 1871: Deutsches Reich, Großherzogtum Hessen, Provinz Starkenburg, Kreis Dieburg
- ab 1918: Deutsches Reich (Weimarer Republik), Volksstaat Hessen, Provinz Starkenburg, Kreis Dieburg
- ab 1938: Deutsches Reich, Volksstaat Hessen, Landkreis Dieburg[13][Anm. 7]
- ab 1945: Deutsches Reich, Amerikanische Besatzungszone,[Anm. 8] Groß-Hessen, Regierungsbezirk Darmstadt, Landkreis Dieburg
- ab 1946: Deutsches Reich, Amerikanische Besatzungszone, Land Hessen, Regierungsbezirk Darmstadt, Landkreis Dieburg
- ab 1949: Bundesrepublik Deutschland, Land Hessen, Regierungsbezirk Darmstadt, Landkreis Dieburg
- ab 1977: Bundesrepublik Deutschland, Land Hessen, Regierungsbezirk Darmstadt, Landkreis Darmstadt-Dieburg, Stadt Groß-Umstadt[Anm. 9]

## Bevölkerung

### Einwohnerstruktur 2011
Nach den Erhebungen des Zensus 2011 lebten am Stichtag, dem 9. Mai 2011, in Kleestadt 1413 Einwohner. Darunter waren 54 (3,8 %) Ausländer. Nach dem Lebensalter waren 600 Einwohner unter 18 Jahren, 312 waren zwischen 18 und 49, 312 zwischen 50 und 64 und 270 Einwohner waren älter. Die Einwohner lebten in 585 Haushalten. Davon waren 147 Singlehaushalte, 165 Paare ohne Kinder und 204 Paare mit Kindern, sowie 57 Alleinerziehende und 15 Wohngemeinschaften. In 111 Haushalten lebten ausschließlich Senioren und in 393 Haushaltungen lebten keine Senioren.

### Einwohnerentwicklung
| • 1829: | 556 Einwohner, 98 Häuser |
| • 1867: | 562 Einwohner, 97 Häuser |

| Kleestadt: Einwohnerzahlen von 1829 bis 2019 | Kleestadt: Einwohnerzahlen von 1829 bis 2019 | Kleestadt: Einwohnerzahlen von 1829 bis 2019 | Kleestadt: Einwohnerzahlen von 1829 bis 2019 | Kleestadt: Einwohnerzahlen von 1829 bis 2019 |
| --- | -------------------------------------------- | -------------------------------------------- | -------------------------------------------- | -------------------------------------------- |
| Jahr |                                              |                                              |                                              | Einwohner                                    |
| 1829 | 1829                                         |                                              | 556                                          | 556                                          |
| 1834 | 1834                                         |                                              | 580                                          | 580                                          |
| 1840 | 1840                                         |                                              | 582                                          | 582                                          |
| 1846 | 1846                                         |                                              | 578                                          | 578                                          |
| 1852 | 1852                                         |                                              | 549                                          | 549                                          |
| 1858 | 1858                                         |                                              | 533                                          | 533                                          |
| 1864 | 1864                                         |                                              | 554                                          | 554                                          |
| 1871 | 1871                                         |                                              | 545                                          | 545                                          |
| 1875 | 1875                                         |                                              | 546                                          | 546                                          |
| 1885 | 1885                                         |                                              | 536                                          | 536                                          |
| 1895 | 1895                                         |                                              | 493                                          | 493                                          |
| 1905 | 1905                                         |                                              | 501                                          | 501                                          |
| 1910 | 1910                                         |                                              | 518                                          | 518                                          |
| 1925 | 1925                                         |                                              | 543                                          | 543                                          |
| 1939 | 1939                                         |                                              | 547                                          | 547                                          |
| 1946 | 1946                                         |                                              | 718                                          | 718                                          |
| 1950 | 1950                                         |                                              | 774                                          | 774                                          |
| 1956 | 1956                                         |                                              | 790                                          | 790                                          |
| 1961 | 1961                                         |                                              | 841                                          | 841                                          |
| 1967 | 1967                                         |                                              | 984                                          | 984                                          |
| 1970 | 1970                                         |                                              | 1.059                                        | 1.059                                        |
| 1980 | 1980                                         |                                              | ?                                            | ?                                            |
| 1990 | 1990                                         |                                              | ?                                            | ?                                            |
| 2005 | 2005                                         |                                              | 1.547                                        | 1.547                                        |
| 2011 | 2011                                         |                                              | 1.413                                        | 1.413                                        |
| 2016 | 2016                                         |                                              | 1.480                                        | 1.480                                        |
| 2019 | 2019                                         |                                              | 1.442                                        | 1.442                                        |
| Datenquelle: Historisches Gemeindeverzeichnis für Hessen: Die Bevölkerung der Gemeinden 1834 bis 1967. Wiesbaden: Hessisches Statistisches Landesamt, 1968. Weitere Quellen: LAGIS; Stadt Groß-Umstadt; Zensus 2011 |                                              |                                              |                                              |                                              |

### Historische Religionszugehörigkeit
| • 1829: | 532 lutheranische (= 95,68 %), 9 jüdische (= 1,62 %) und 15 katholische (= 2,70 %) Einwohner |
| • 1961: | 675 evangelische (= 80,26 %), 145 katholische (= 17,24 %) Einwohner                          |

## Politik
Für Kleestadt besteht ein Ortsbezirk (Gebiete der ehemaligen Gemeinde Kleestadt) mit Ortsbeirat und Ortsvorsteher nach der Hessischen Gemeindeordnung. Der Ortsbeirat besteht aus sieben Mitgliedern. Bei den Kommunalwahlen in Hessen 2021 betrug die Wahlbeteiligung zum Ortsbeirat 62,19 %. Dabei wurden gewählt: drei Mitglieder der SPD, zwei Mitglieder der CDU, ein Mitglied des Bündnis 90/Die Grünen und ein Mitglied der BVG (Bürgervereinigung Groß-Umstadt e. V.). Der Ortsbeirat wählte Marina Glorius (SPD) zur Ortsvorsteherin.

## Kultur und Sehenswürdigkeiten

### Kulturdenkmäler
Siehe Liste der Kulturdenkmäler in Kleestadt

### Kirche
- → Hauptartikel: Evangelische Kirche (Kleestadt)

Eine Kapelle bestand in Kleestadt vor 1482, an der ab diesem Jahr auch ein Kleriker tätig war. Das Patrozinium der Kapelle lag bei Maria. Die Kapelle war bis 1560 eine Filialkirche von Groß-Umstadt und wurde dann zu einer eigenen Pfarrei. Kirchliche Mittelbehörde war das Archidiakonat St. Peter und Alexander in Aschaffenburg, Landkapitel Montat. Das Patronatsrecht lag bei den Grafen von Hanau-Lichtenberg, die hier Mitte des 16. Jahrhunderts die Reformation einführten. Kleestadt wurde lutherisch.

### Regelmäßige Veranstaltungen
- August: Kerb[19]
- alljährliches Dorffest

## Persönlichkeiten
- Eliza Frankenstein (1830–1919), deutschamerikanische Landschaftsmalerin
- August Lambert (1916–1945), in Kleestadt geborener Offizier und Pilot der Luftwaffe